# Kuolpajärvi (naturreservat)
Kuolpajärvi är ett naturreservat i Gällivare kommun i Norrbottens län.
Området är naturskyddat sedan 1997 och är 0,8 kvadratkilometer stort. Reservatet omfattar ett sydvästsluttning av berget Koulpakorronnen, nordost om sjön Iso Kuolpajärvi. Reservatet består av gammal tallskog.  